# Freiston
Freiston – wieś i civil parish w Anglii, w Lincolnshire, w dystrykcie Boston. W 2011 roku civil parish liczyła 1306 mieszkańców. Freiston jest wspomniana w Domesday Book (1086) jako Fristune.